# Zamoyski

Familiewapen Zamoyski

Zamoyski is een oud-adellijk geslacht uit Polen.

## Geschiedenis
De stamreeks begint met de in 1412 overleden Florian Saryusz wiens achterkleinzoon Thomas Saryusz (†1473) Stary Zamość verwierf waarna de familie zich Zamoyski ging noemen. Jan Sariusz Zamoyski (1542-1605) werd de eerste ordinaat van Zamość. In 1778 werden twee broers in de Galicische gravenstand verheven terwijl Oostenrijkse erkenning van die gravenstand volgde in 1780. In 1844 volgde voor een lid van het geslacht de erkenning van de titel van graaf in Rusland.

## Enkele telgen

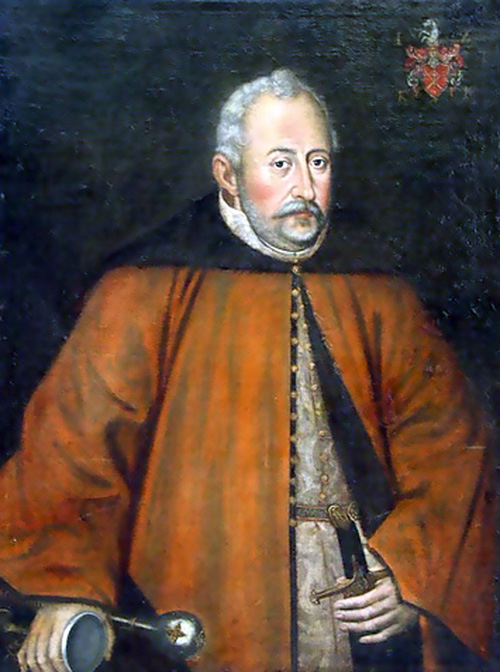
Jan Sariusz Zamoyski (1542-1605), 1e ordinaat van Zamość

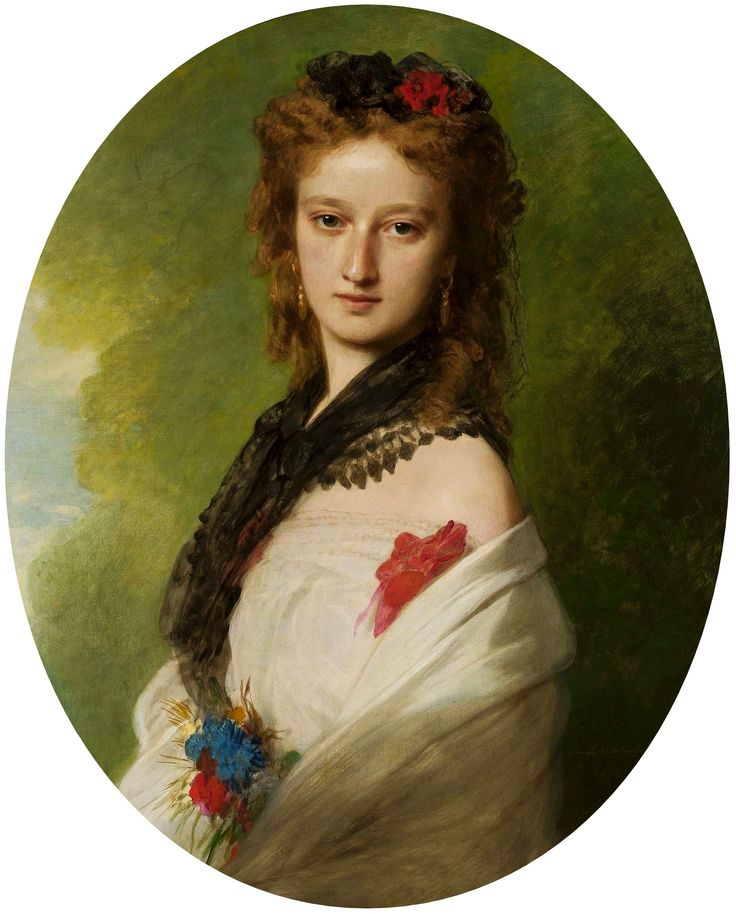
Portret van Zofia gravin Potocka (1851-1927), echtgenote van Stefan graaf Zamoyski (1837-1899)

- Jan Sariusz Zamoyski (1542-1605), 1e ordinaat van Zamość, magnaat, groot-Hetman van de Kroon
  - Tomasz Zamoyski (1594-1638), 2e ordinaat van Zamość, magnaat en plaatsvervangende kanselier van de Kroon
    - Jan Zamoyski (1627–1665), 3e ordinaat van Zamość, magnaat en Podczaszy van de Kroon. Kinderloos.

Marcin Zamoyski (1637-1689), 4e ordinaat van Zamość, magnaat, senator, groot-penningmeester van de kroon en woiwode
- Tomasz Józef Zamoyski (1678–1725), 5e ordinaat van Zamość, ridder in de Orde van de Witte Adelaar
- Michał Zdzisław Zamoyski (1679–1735), 6e ordinaat van Zamość, ridder in de Orde van de Witte Adelaar
  - Tomasz Antoni Zamoyski (1707-1752), 7e ordinaat van Zamość, ridder in de Orde van Witte Adelaar
    - Klemens Jerzy Zamoyski (1747-1767), 8e ordinaat van Zamość

  - Jan Jakub Zamoyski (1716-1790), 9e ordinaat van Zamość, ridder in de Orde van Witte Adelaar
  - Andrzej Hieronim Zamoyski (1716-1792), 10e ordinaat van Zamość, ridder in de Orde van Witte Adelaar
    - Aleksander August Zamoyski (1770-1800), 11e ordinaat van Zamość
    - Stanisław Kostka graaf Zamoyski (1775-1856), 12e ordinaat van Zamość, voorzitter van de Poolse senaat; trouwde in 1798 met Sophie prinses Czartoryska, lid van de familie Czartoryski (1778-1837)
      - Konstanty graaf Zamoyski (1799-1863), 13e ordinaat van Zamość
        - Tomasz Franciszek graaf Zamoyski (1832-1889), 14e ordinaat van Zamość; trouwde in 1889 met Marie gravin Potocka (1851-1945), lid van de familie Potocki
          - Maurycy graaf Zamoyski (1871-1939), 15e ordinaat van Zamość, minister van Buitenlandse Zaken
            - Jan Tomasz graaf Zamoyski (1912-2002), 16e ordinaat van Zamość, senator (1991-1993) en voorzitter van de Nationaaldemocratische Partij
              - Marcin graaf Zamoyski (1947), burgemeester van Zamość

    - Andrzej Artur graaf Zamoyski (1800-1874), politicus en voorzitter van het Landbouwkundig genootschap
    - Władysław graaf Zamoyski (1803-1868), officier, laatstelijk generaal in Russische, Britse en Belgische dienst, politiek activist in ballingschap behorend tot de Hôtel Lambertgroep van Adam Jerzy vorst Czartoryski
      - Władysław graaf Zamoyski (1853–1924), Frans luitenant

    - Zdzisław graaf Zamoyski (1810-1855)
      - Stefan graaf Zamoyski (1837-1899), lid van het Oostenrijkse hogerhuis; trouwde in 1870 met Zofia gravin Potocka (1851-1927), lid van de familie Potocki
        - Władysław graaf Zamoyski (1873-1944)
          - Stefan Adam graaf Zamoyski (1904-1976), militair
            - Adam graaf Zamoyski (1949), historicus en schrijver

    - August graaf Zamoyski (1811-1889)
      - Thomas graaf Zamoyski (1861-1935)
        - August graaf Zamoyski (1893-1970), beeldhouwer

    - Stanisław Kostka Zamoyski (1820-1899); trouwde in 1851 met Rose gravin Potocka (1831-1890), lid van de familie Potocki
      - Andreas graaf Zamoyski (1852-1927); trouwde in 1885 met Maria Caroline prinses van Bourbon-Sicilië (1856-1941), dochter van Frans de Paula van Bourbon-Sicilië (1827-1892)
        - Maria Caroline gravin Zamoyski (1896-1968); trouwde in 1923 met Reinier van Bourbon-Sicilië (1883-1963)
        - Jan Kanty graaf Zamoyski (1900-1961); trouwde in 1929 met Isabella van Bourbon-Sicilië (1904-1985)

      - Władysław graaf Zamoyski (1868-); trouwde in 1897 met Sophie prinses Swiatopelk-Czetwertynski (1875-1937), lid van de familie Swiatopelk-Czetwertynski
        - Therese gravin Zamoyski (1902); trouwde in 1925 met Roman vorst Czartoryski (1898-1958), luitenant en lid van de familie Czartoryski

      - Adam Michał Zamoyski (1873-1940), 2e ordinaat van Kozłówce en Russisch ceremoniemeester; trouwde in 1897 met Marie gravin Potocka (1879-1930), lid van de familie Potocki
        - Aleksander Zamoyski (1898-1961), 3e ordinaat van Kozłówce en Pools majoor

## Galerij

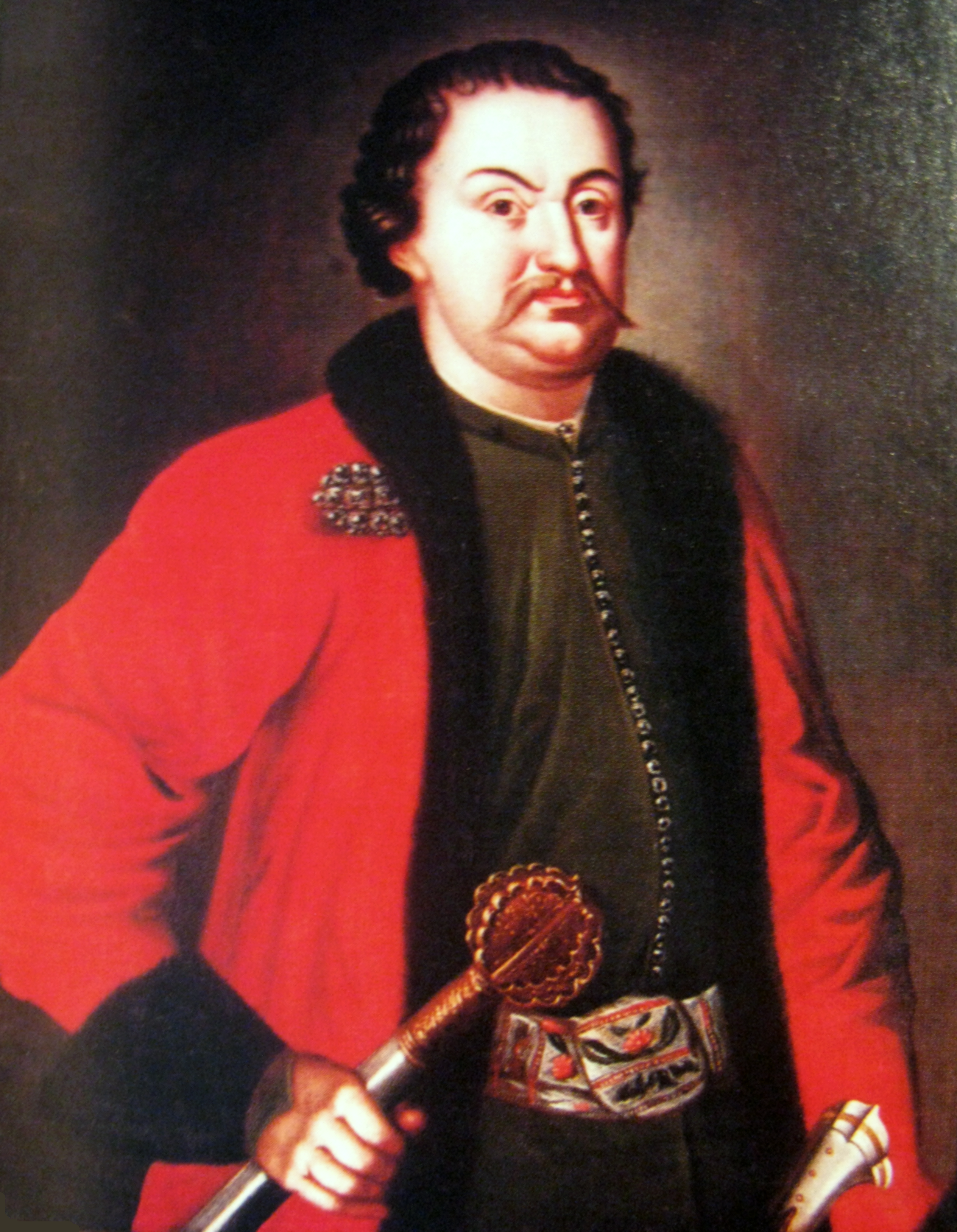
Marcin Zamoyski (1637-1689)
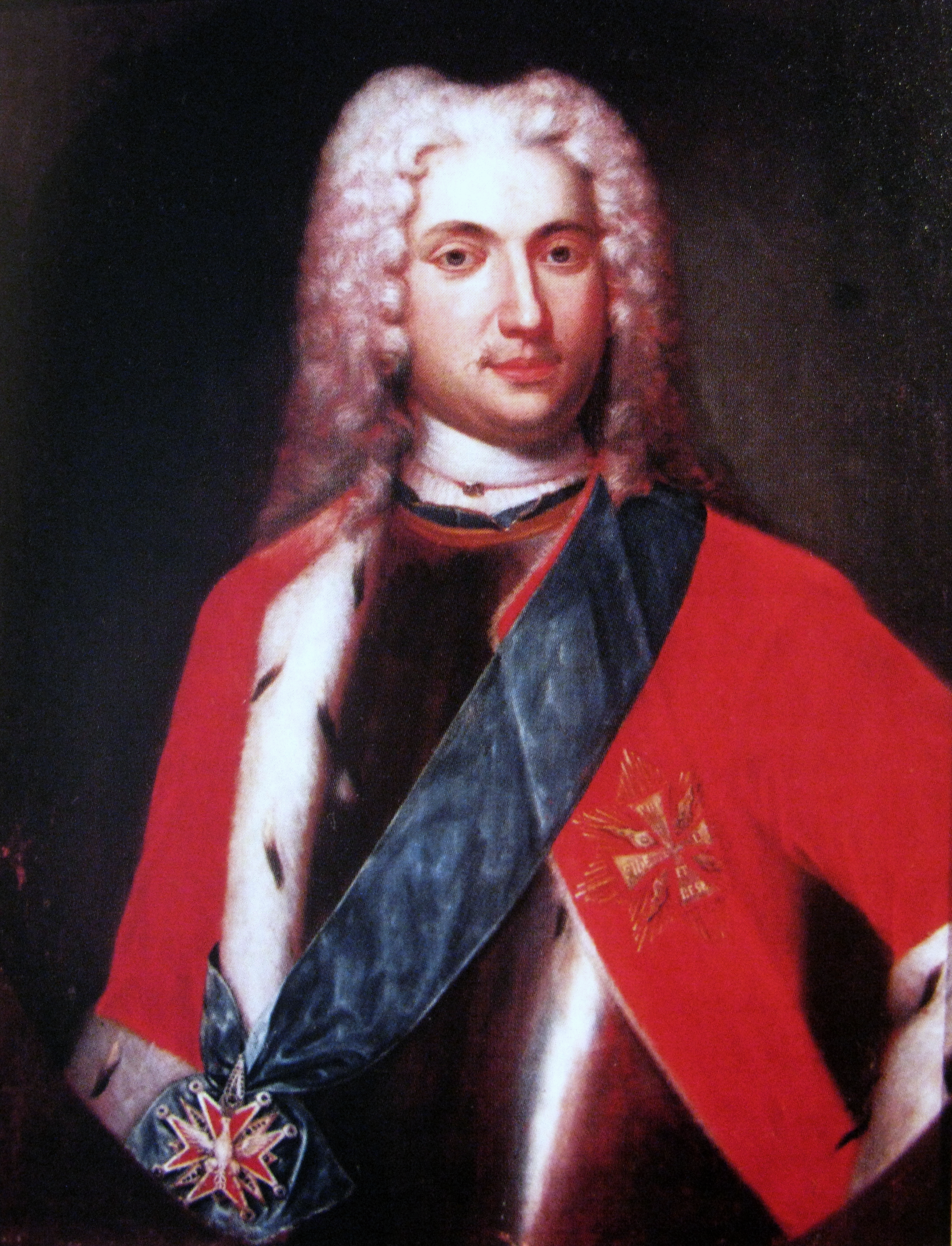
Tomasz Józef Zamoyski (1678–1725)
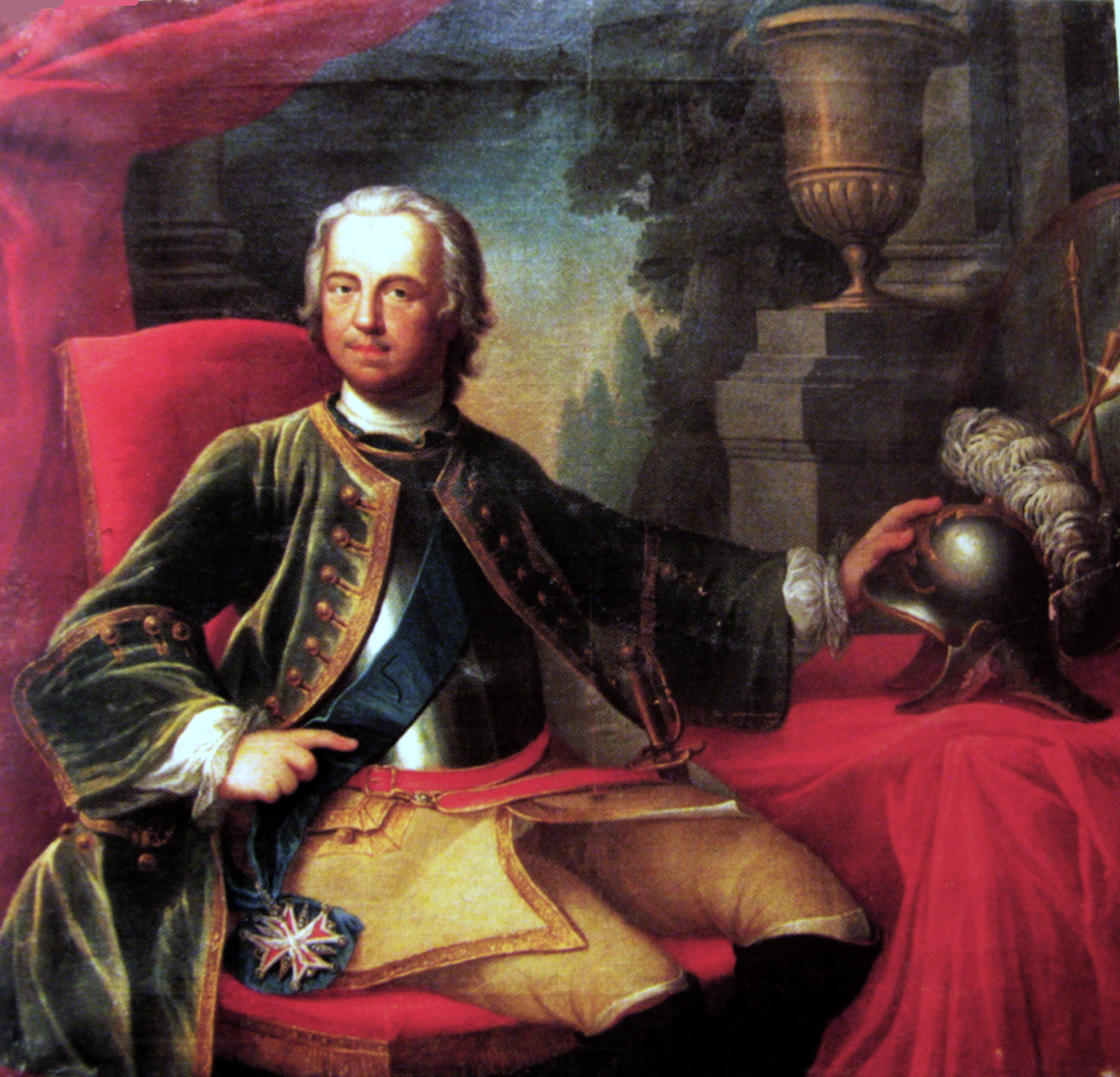
Michał Zdzisław Zamoyski (1679–1735)
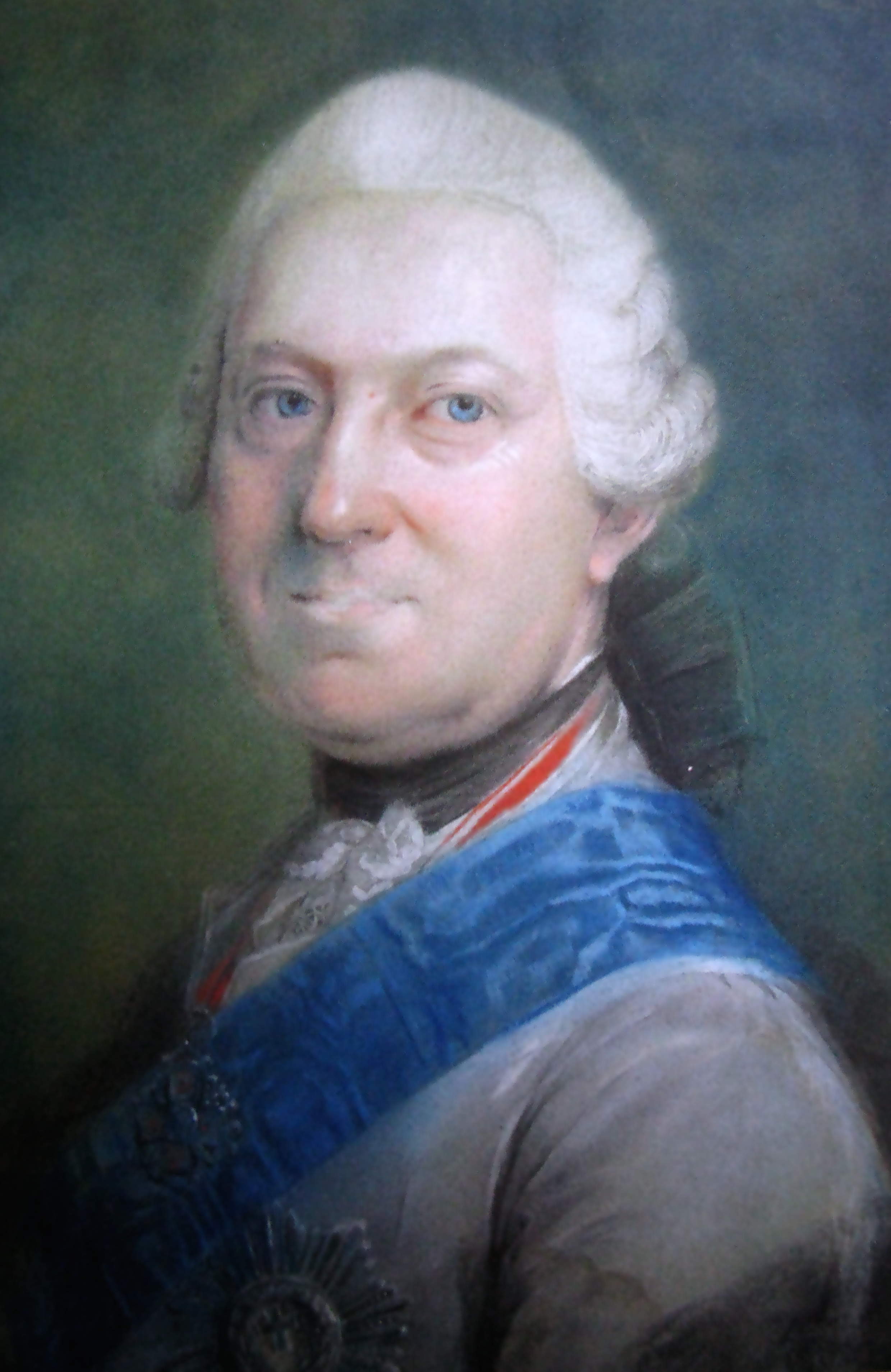
Andrzej Hieronim graaf Zamoyski (1716-1792)
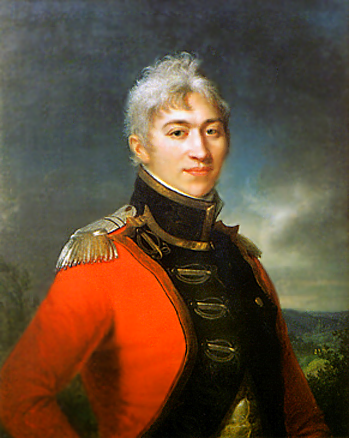
Stanisław Kostka graaf Zamoyski (1775-1856)
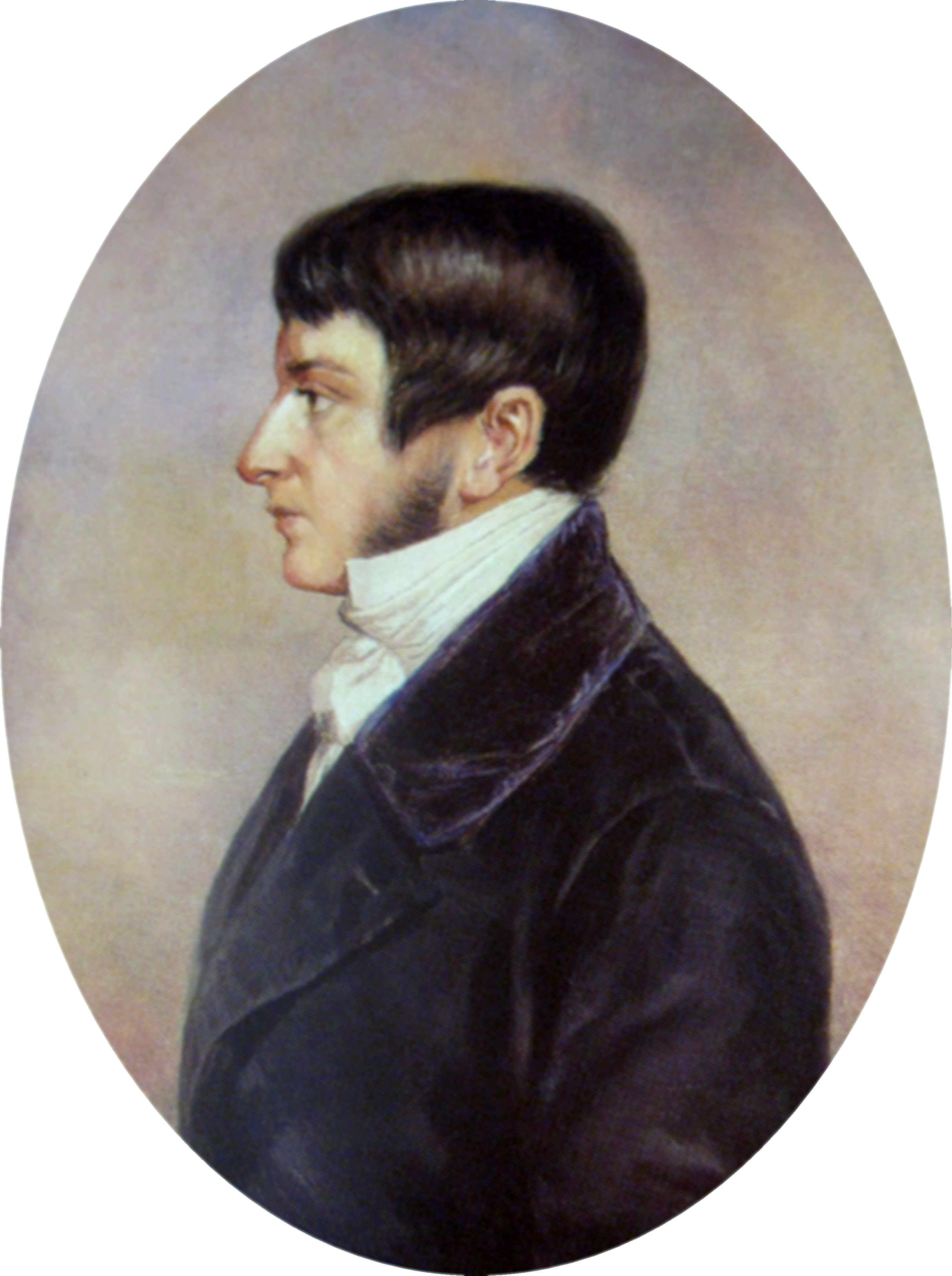
Konstanty Zamoyski (1799-1866)
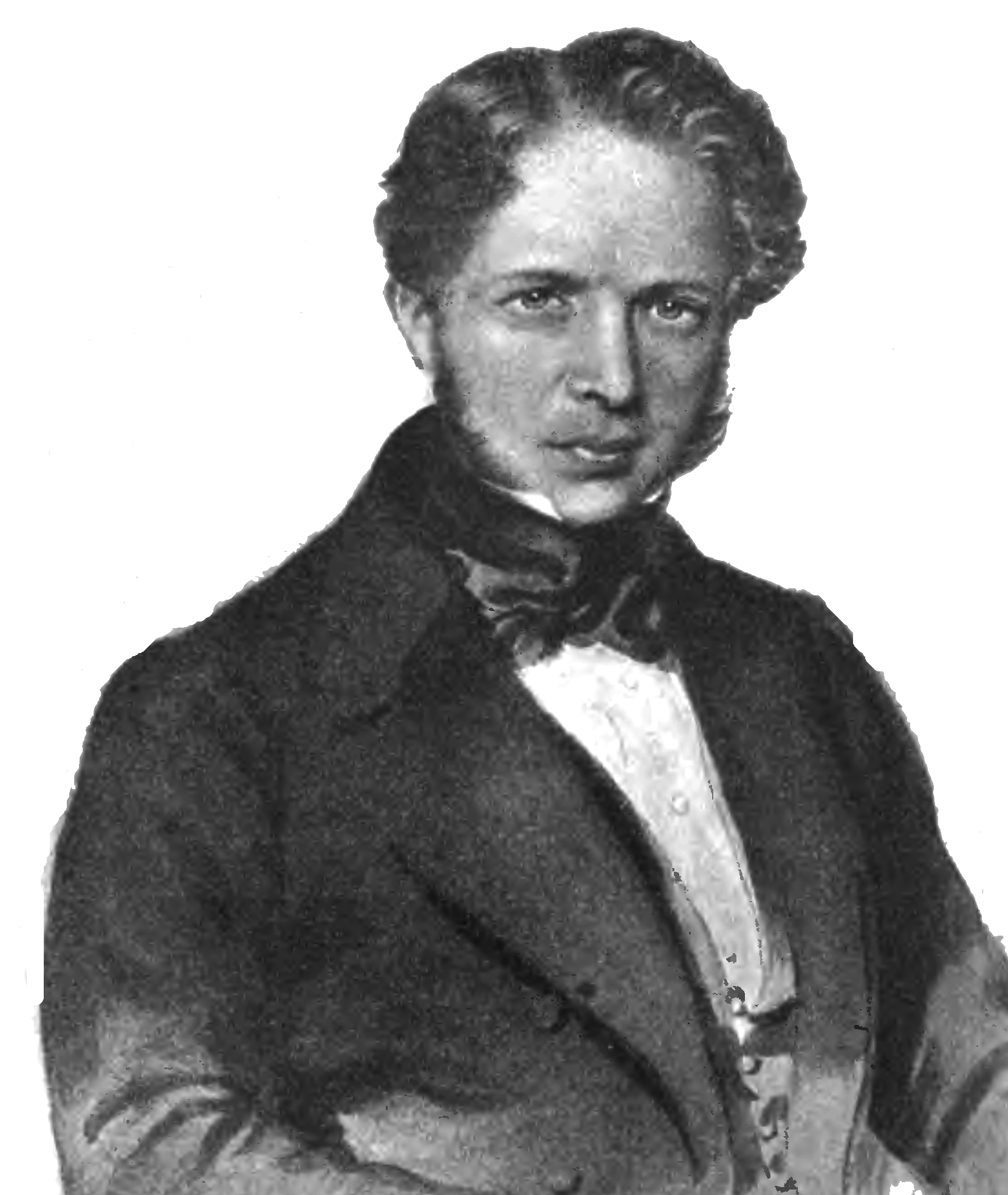
Andrzej Artur graaf Zamoyski (1800-1874)
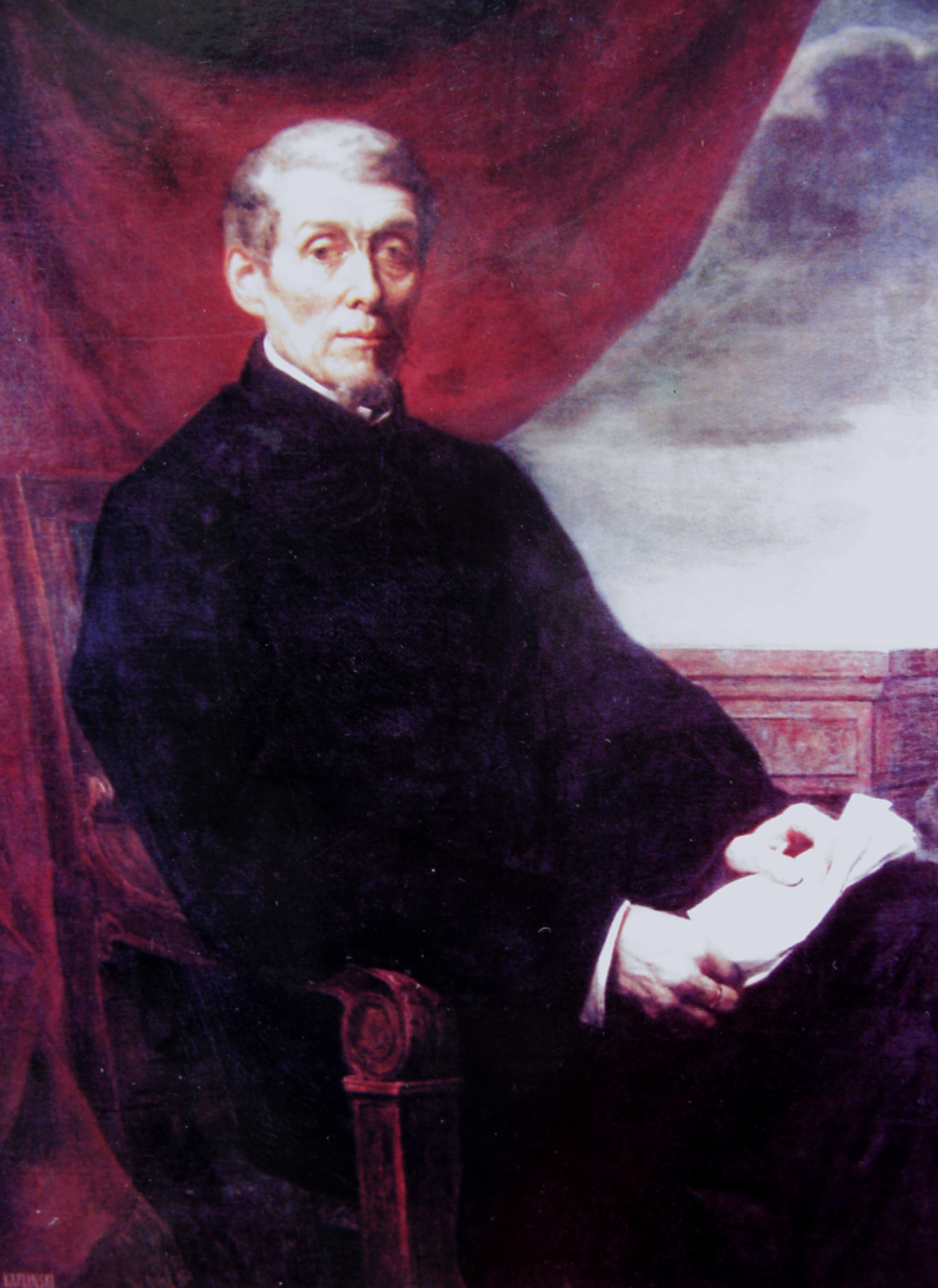
Władysław Zamoyski (1803-1868)
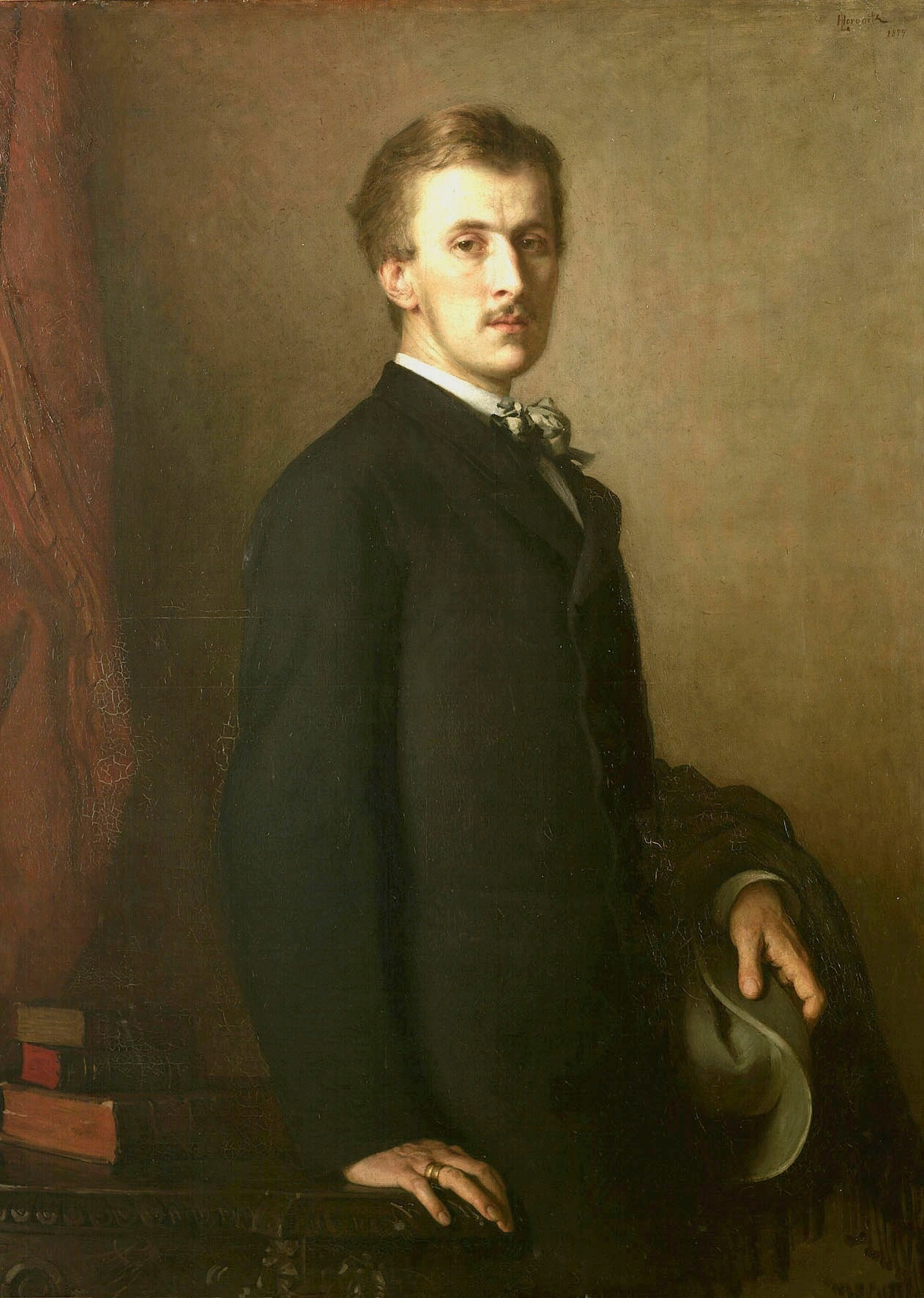
Konstanty Zamoyski (1846-1923)
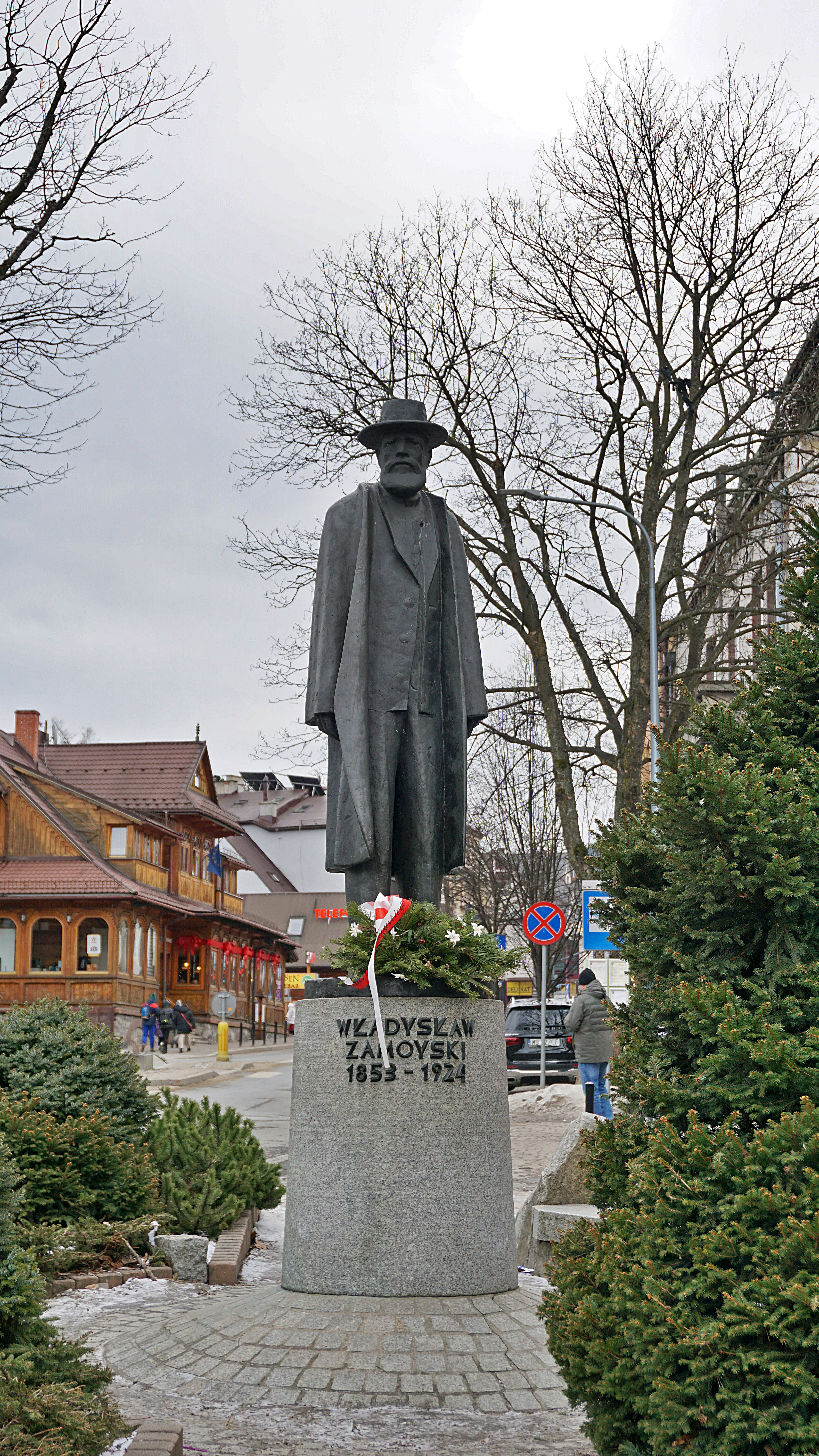
Monument voor Władysław Zamoyski (1853–1924)
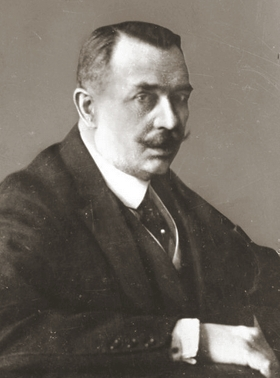
Maurycy Zamoyski (1871-1939)
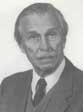
Jan Tomasz Zamoyski (1912-2002)
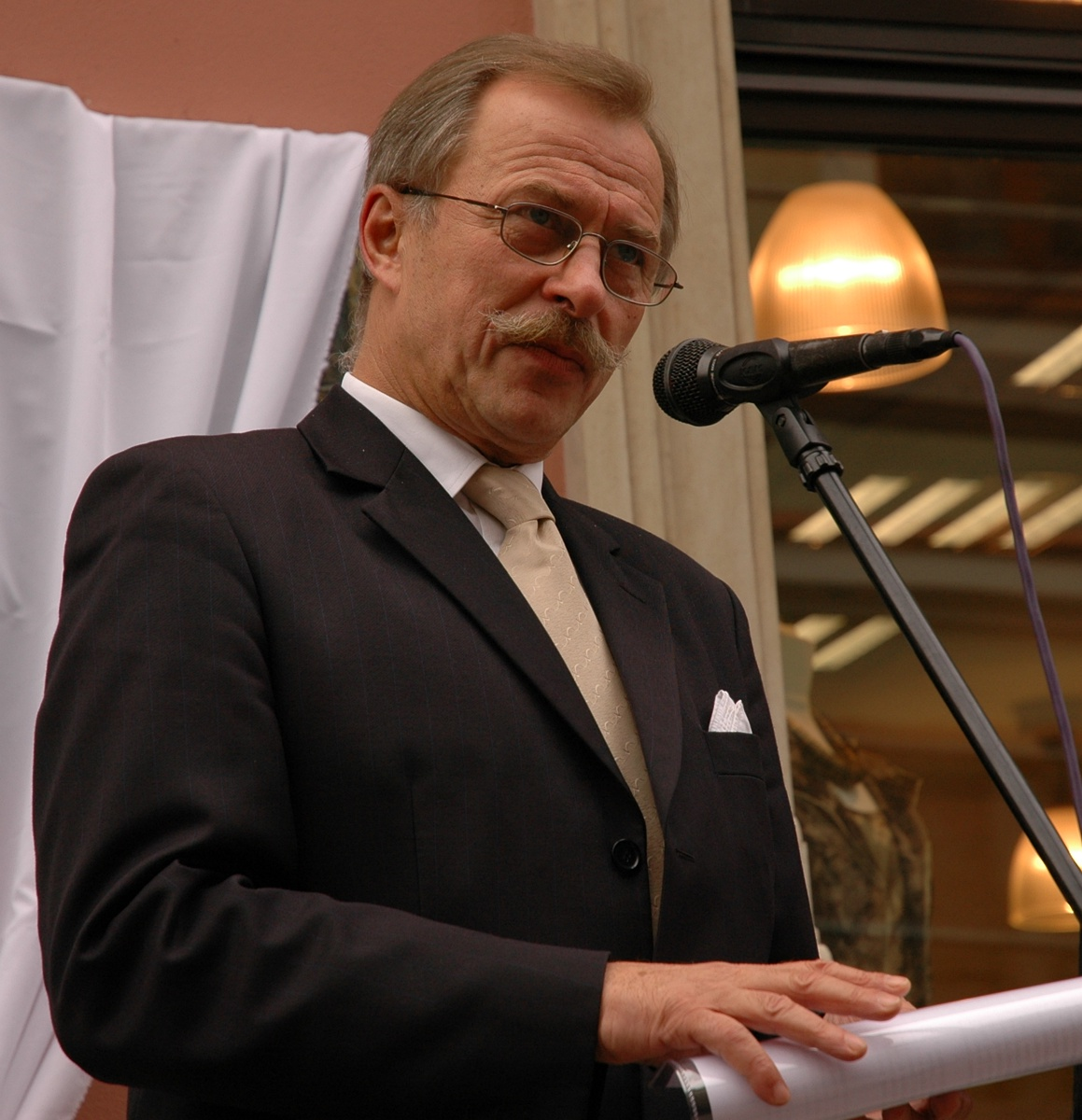
Marcin graaf Zamoyski (1947)
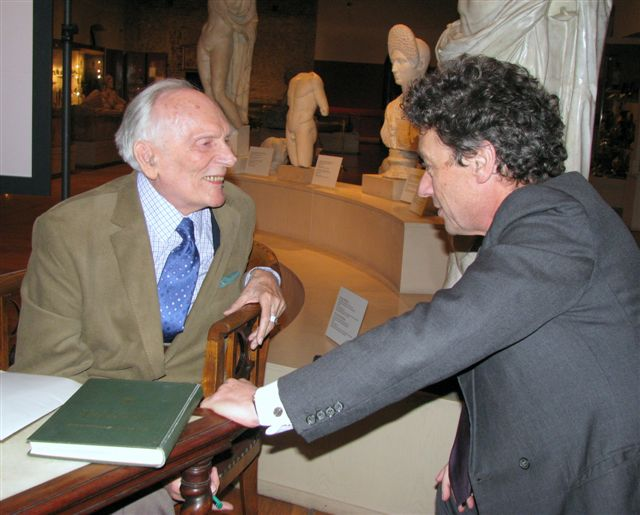
Adam Zamoyski (1949), rechts, met kunsthistoricus Zdzisław Żygulski (1921)